# Duguetia insculpta
Duguetia insculpta é uma espécie de planta do gênero Duguetia.  